# Jakob Drague
Jakob Drague (* 1780/81 in Berlin; † nach 1840 in Autun) war ein deutsch-französischer Porträt- und Pastellmaler.

## Leben
Der Berliner Jakob Drague begann vermutlich bereits um 1797 ein Studium an der Preußischen Akademie der Künste in Berlin. Im gleichen Jahr lässt sich auch seine Teilnahme an den Kunstausstellungen der Akademie nachweisen.
Zwischen 1806 und 1812 hielt sich der vermutliche aus einer Hugenottenfamilie stammende Drague in Paris auf. Dort lässt sich die Einschreibung an der École des beaux-arts in Paris am 20. Mai 1806 nachweisen. Dem zu diesem Zeitpunkt bereits 25-jährige Drague verdankte dies einem Empfehlungsschreiben des Historienmalers Jean Simon Berthélemy. Nach 1812 wohnte Drague dann in Lyon, wo er 1832 auch die französische Staatsbürgerschaft beantragte.